# 莫迪博·凱塔 (1942年)
莫迪博·凱塔（法語：Modibo Keita；1942年7月31日—2021年1月2日），馬利共和國政治人物，前總理。

## 生平
1942年7月31日生于法属苏丹庫利科羅。他在当地接受教育，1965年赴巴黎高等師範學校深造，1969年获文学硕士学位。1963年至1979年，他历任凱涅巴学院教师，巴马科高等师范学院教师，教育研究和视听中心主任，国立师范学院院长，国民教育部办公厅主任等职。1982年，他出任就业和人事部部长。1986年至1989年，任外交和国际合作部部长。也担任駐德國、瑞士、瑞典、丹麥、奧地利、挪威、聯合國大使等职务。1992年回国后，历任国立师范学院顾问，总统府秘书长教育顾问，总统府秘书长等职。
2002年3月至6月，他短暂出任总理。2014年4月，他被马里总统易卜拉欣·布巴卡爾·凱塔任命为国家间包容性对话高级代表，与国内叛军势力会谈，以期达成最终的全面和平协议。2015年1月8日，他被任命为总理，接替穆萨·马拉。他于2017年4月7日辞职。